# Eura å
Eura å (finska: Eurajoki) är en å i Satakunda som avvattnar sjön Pyhäjärvi. Ån genomflyter Eura och Euraåminne kommuner och mynnar i Bottenhavet norr om Raumo. Dess biflod är Juvajoki.